# Городище (Клиноківська сільська рада)
Городище (біл. вёска Гарадзішча) —  село в складі Червенського району Мінської області, Білорусь. Село підпорядковане Клиноківській сільській раді, розташоване в центральній частині області.